# Orectochilus nipponensis
Orectochilus nipponensis là một loài bọ cánh cứng trong họ van Gyrinidae. Loài này được Zaitzev miêu tả khoa học năm 1910.